# Isole Taira
Le isole Taira (in russo острова Таира) sono un gruppo di isole russe che fanno parte dell'arcipelago delle isole Curili e sono situate tra il mare di Ochotsk e l'oceano Pacifico settentrionale. Amministrativamente fanno parte del Kuril'skij rajon dell'oblast' di Sachalin, nel Circondario federale dell'Estremo Oriente. Le isole sono disabitate.
L'etimologia del nome russo moderno è associata al termine persiano "Tair" (in italiano "irremovibile", "persistente"). Nel 2016, le isole maggiori hanno ricevuto i nomi in onore del politico Andrej Andreevič Gromyko, di Anna Ivanovna Ščetinina (Анна Ивановна Щетинина 1908-1999), prima donna capitano sulla nave mercantile sovietica Čavyča nel 1935.

## Geografia
Le isole Taira sono un gruppo di tre isole e cinque scogli, che hanno una superficie totale di 0,6 km². Si trovano nella parte meridionale delle Curili, lungo una linea nord-est lunga 3,5 km che parte a 100 m da capo Kastrikum (мыс Кастрикум), la punta settentrionale di Urup, di cui sono l'estensione tettonica. Le isole sporgono nello stretto Urup. Barriere coralline fra di esse rendono pericolosa la navigazione anche alle piccole imbarcazioni.

### Le isole
- Ščetininoj (остров Щетининой), la più vicina a capo Kastrikum.
- Čavyča (остров Чавыча).
- Gromyko (остров Громыко), la maggiore e più settentrionale; ha un'area di 0,279 km² e un'altezza 23 m[1].